# Perizoma costata
Perizoma costata är en fjärilsart som beskrevs av Alfred Ernest Wileman 1911. Perizoma costata ingår i släktet Perizoma och familjen mätare. Inga underarter finns listade i Catalogue of Life.